# Kuhmoinen
Kuhmoinen là một đô thị của Phần Lan.
Vị trí ở tỉnh Tây Phần Lan trong vùng Trung Phần Lan. Đô thị này có dân số 2.880 người (năm 2003) và diện tích 937,12 km² trong đó có 275,26 km² là diện tích mặt nước. Mật độ dân số là 3,1 người trên mỗi km².
Kuhmoinen nằm ở bờ tây của hồ Päijänne.
Vườn quốc gia Isojärvi nằm ở Kuhmoinen phía nam hồ Isojärvi
Dân đô thị này chỉ sử dụng tiếng Phần Lan Trước đây, tên đô thị này là "Kuhmois" trong các tài liệu tiếng Thụy Điểs, nhưng ngày nay có tên "Kuhmoinen" cũng trong tiếng Thụy Điển.